# Aeroporto Internazionale di Pensacola
L'Aeroporto Internazionale di Pensacola (IATA: PNS, ICAO: KPNS) è un aeroporto della Florida situato presso la città di Pensacola. Situato a 37 m s.l.m. e servito solo da voli domestici, l'aeroporto dispone di un unico terminal passeggeri e di 2 piste: una in calcestruzzo con orientamento 17/35 lunga 2.135 metri, e l'altra in asfalto con orientamento 08/26 lunga 2.134 metri.